# Yvon Riemer
Yvon Riemer (ur. 5 października 1970 w Strasburgu) – francuski zapaśnik w stylu klasycznym. Trzykrotny olimpijczyk. Piąty w Barcelonie 1992 i piętnasty w Sydney 2000. Startował w kategorii 74–76 kg.
Złoty medal na mistrzostwach świata w 1995, srebrny w 1999 i brąz w 1991 i 1993. Srebrny medalista na mistrzostwach Europy w 1992 i brązowy w 1997. Złoty medal na igrzyskach śródziemnomorskich w 1991 i 1997. Trzeci w Pucharze Świata w 2001. Mistrz Europy juniorów w 1987 roku.
Trzykrotny mistrz Francji w latach: 1990, 1994 i 2001, a drugi w 1990 roku.